# Armoiries de l'Irak
Les armoiries de l'Irak sont composées d'une aigle d'or (aigle de Saladin) aux ailes de sable, soutenant sur sa poitrine un blason aux couleurs du drapeau de l'Irak. L'aigle repose sur une frange horizontale dans laquelle apparaît la dénomination officielle du pays en arabe, جمهورية العراق Jumhūrīyatu-l ʿIrāq (« République d'Irak »).
Ces armoiries furent adoptées le 2 juillet 1965, mais ont subi plusieurs modifications depuis. En 1991, les bandes et les étoiles du drapeau irakien de l'époque furent placées horizontalement, et l'on rajouta la phrase : Allahu Akbar (« Dieu est [le] plus grand »), également sur le drapeau de l'époque. L'aigle est plus connue sous le nom de « aigle de Saladin » ; adopté sous le régime de la République arabe unie, l'aigle est toujours présente sur les armoiries de l'Égypte et de l'Autorité palestinienne. En 2008 on remplaça les étoiles par le texte présent sur le drapeau irakien.

## Précédentes armoiries

1921 - 1958
1959 - 1965
1965 - 1991.
1991 - 2004.
2004 - 2008.
2003 - 2004 (APC)